# Violaines
Violaines è un comune francese di 3 814 abitanti situato nel dipartimento del Passo di Calais nella regione dell'Alta Francia.

## Storia
Esisteva già un insediamento al tempo della conquista della Gallia da parte di Giulio Cesare. Nel luogo oggi chiamato Mont Soret sorse un tempio dedicato ad una divinità romana ed in quel periodo la città venne chiamata Villana o Villanis (dal latino villa che designa l'edificio principale dell'abitato romano).
Intorno al 432, il villaggio e i suoi dintorni furono teatro di battaglie tra i Gallo-romani e i Franchi venuti dall'oltre Reno. Intorno all'880, i Normanni saccheggiarono i villaggi circostanti.
Circa nel 1050, i re Capetingi trasformarono La Bassée in una roccaforte; Baldovino V, conte di Fiandra, fece costruire un grande fossato per collegare i vari fiumi della regione, questo fossato diventerà il canal d'Aire.

Nel 1201, la frazione di Baclerot lasciò la città per fondare una parrocchia indipendente con il nome di Nova Capella (la futura Neuve-Chapelle).

Dal 1230, Villaines, che faceva parte del baliato di Lens, passò all'Artois ma la vicinanza della provincia delle Fiandre a La Bassée portò a molti scontri combattuti sul territorio dal 1302 sotto il regno di Filippo il Bello.
Fino al 1347, Violaines passò più volte dalla dominazione francese (Artois) a quella fiamminga.
Nel 1493, la Spagna, che allora dominava le Fiandre, conquistò Violaines che rimase sotto gli spagnoli fino al 1659.

Intorno al 1560, il signore di Violaines uccise il signore di Givenchy. Per punire l'assassino, Filippo II di Spagna confiscò la signoria per poi venderla nel 1676 alla famiglia Theullaine che la possiederà fino al 1707, anno in cui Monsieur de la Rivière, signore di Fléchinel, acquistò la signoria di Violaines che rimase proprietà della sua famiglia fino al 1750.
Nel 1812 una grande carestia flagellò la regione.
Nel 1853, il consiglio comunale decise di creare un municipio e una scuola per entrambi i sessi. Nello stesso periodo vennero costruite la ferrovia e la stazione. Nel 1864, nella frazione di Dours, vennero erette fabbriche per la distillazione del carbone e la produzione di bricchette. Fino ad allora l'attività principale di Violaines era stata l'industria tessile.

Nel 1881, la Società delle miniere di carbone di Béthune costruì delle banchine lungo il canale. Nel 1887 vennero costruiti un forno a coke e una distilleria di barbabietole.

Durante la guerra del 1914-18, la città venne completamente rasa al suolo. Violaines ricevette la Croix de Guerre il 25 settembre 1920, ma venne nuovamente distrutta durante la seconda guerra mondiale.
Dopo la ricostruzione, a Violaines si insediarono nuove industrie: tra il 1955 e il 1959 fu costruita la centrale a carbone e nel 1969 la fabbrica Industrielle du Logement.

### Simboli
Lo stemma da tempo utilizzato dal comune di Violaines si blasona:
Lo scaglionetto (uno scaglione di spessore ridotto) si ispira alla lettera V iniziale del toponimo; nei cantoni del capo la ragazza con la bacchetta da cui escono scintille allude alla centrale elettrica ricostruita nel 1950, affiancata da un'immagine della locale chiesa di San Vedasto. In punta, un trattore rappresenta le otto grandi aziende agricole esistenti sul territorio del comune. Lo stemma è visibile ai piedi del Monumento ai caduti di Violaines.
Il comune non ha adottato lo stemma proposto dagli Archives départementales du Pas-de-Calais (d'oro, alla fascia doppiomerlata di azzurro, sormontata da un lambello di rosso) che riprende un emblema attribuito ai duchi di Croÿ (fine XVI - inizio XVII secolo). Nonostante sia diffusamente visibile su internet, questo stemma non è mai stato utilizzato dal comune.

## Monumenti e luoghi d'interesse

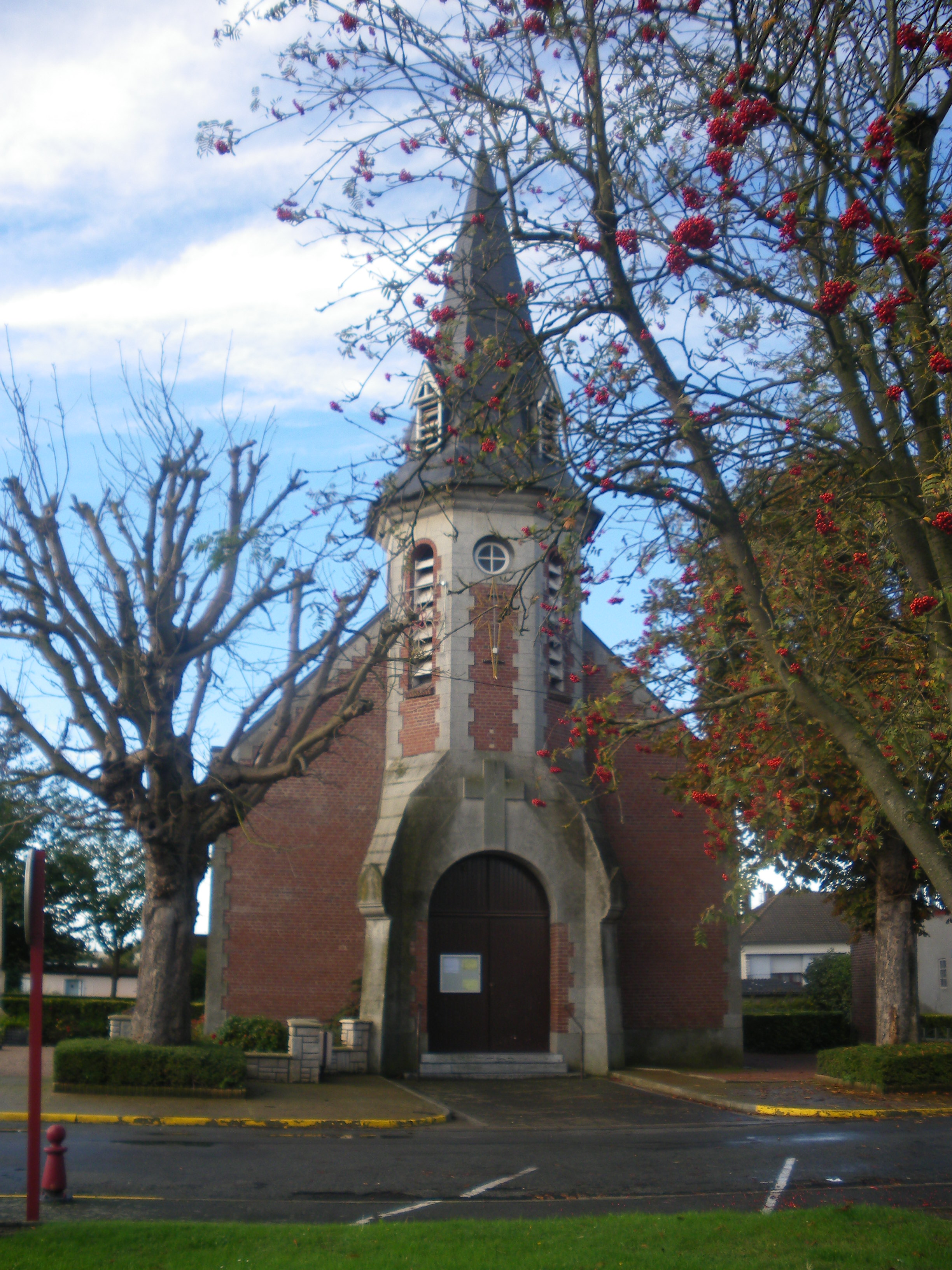
Chiesa di Saint Vaast di Violaines

- Chiesa di Saint Vaast dedicata a Vedasto di Arras
- Nel cimitero comunale di Violaines si trovano le tombe di una trentina di soldati britannici che caddero durante i combattimenti del maggio del 1940 lungo il canale dell'Aire-La Bassée contro le truppe tedesche della 7. Panzer-Division. A lungo sepolti nel luogo stesso della loro morte, fu permesso di seppellirli nel cimitero nel 1942.[7][8]

## Società

### Evoluzione demografica
Abitanti censiti

## Cultura

### Letteratura
Passando per questa città lo scrittore Paul Claudel ebbe l'idea di chiamare "Violaine" un personaggio della sua opera teatrale: L'Annuncio a Maria del 1912.

## Amministrazione

### Gemellaggi
- Wandhofen (Schwerte), dal 1969